# Polskie Siły Zbrojne w ZSRR (1943–1944)

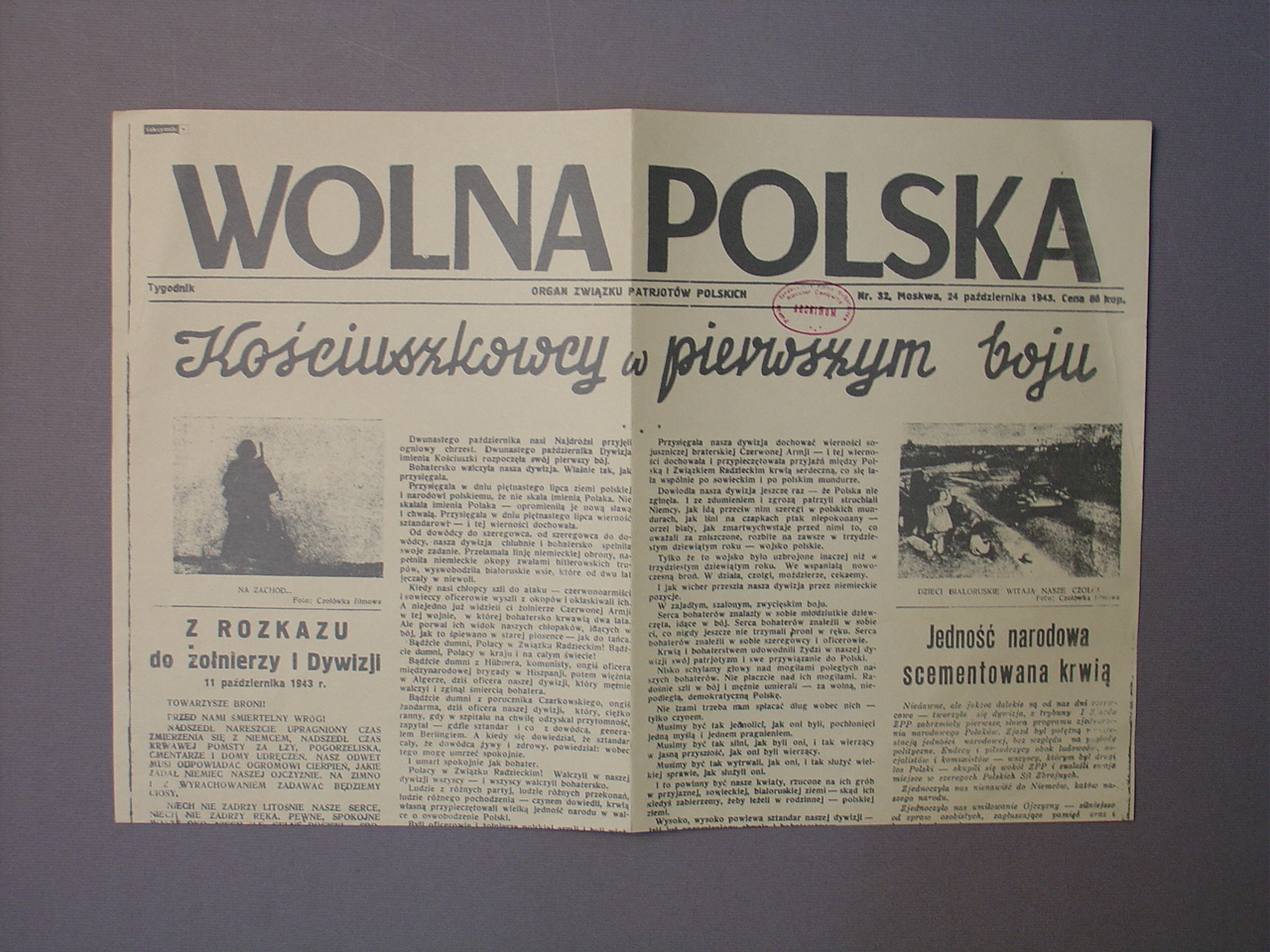
Wolna Polska, organ Związku Patriotów Polskich

Polskie Siły Zbrojne w ZSRR, in. Armia Polska w ZSRR lub Armia Berlinga – nazwy przyjęte na określenie polskich jednostek wojskowych formowanych w ZSRR, pod kierownictwem polskich komunistów. Tworzono je po wyjściu z ZSRR Polskich Sił Zbrojnych pod dowództwem gen. Władysława Andersa, podporządkowanych rządowi Rzeczypospolitej Polskiej na uchodźstwie (w Londynie).
18 lipca 1944 Związek Patriotów Polskich przekazał Krajowej Radzie Narodowej swój dorobek organizacyjny i siłę zbrojną.

## Formowanie

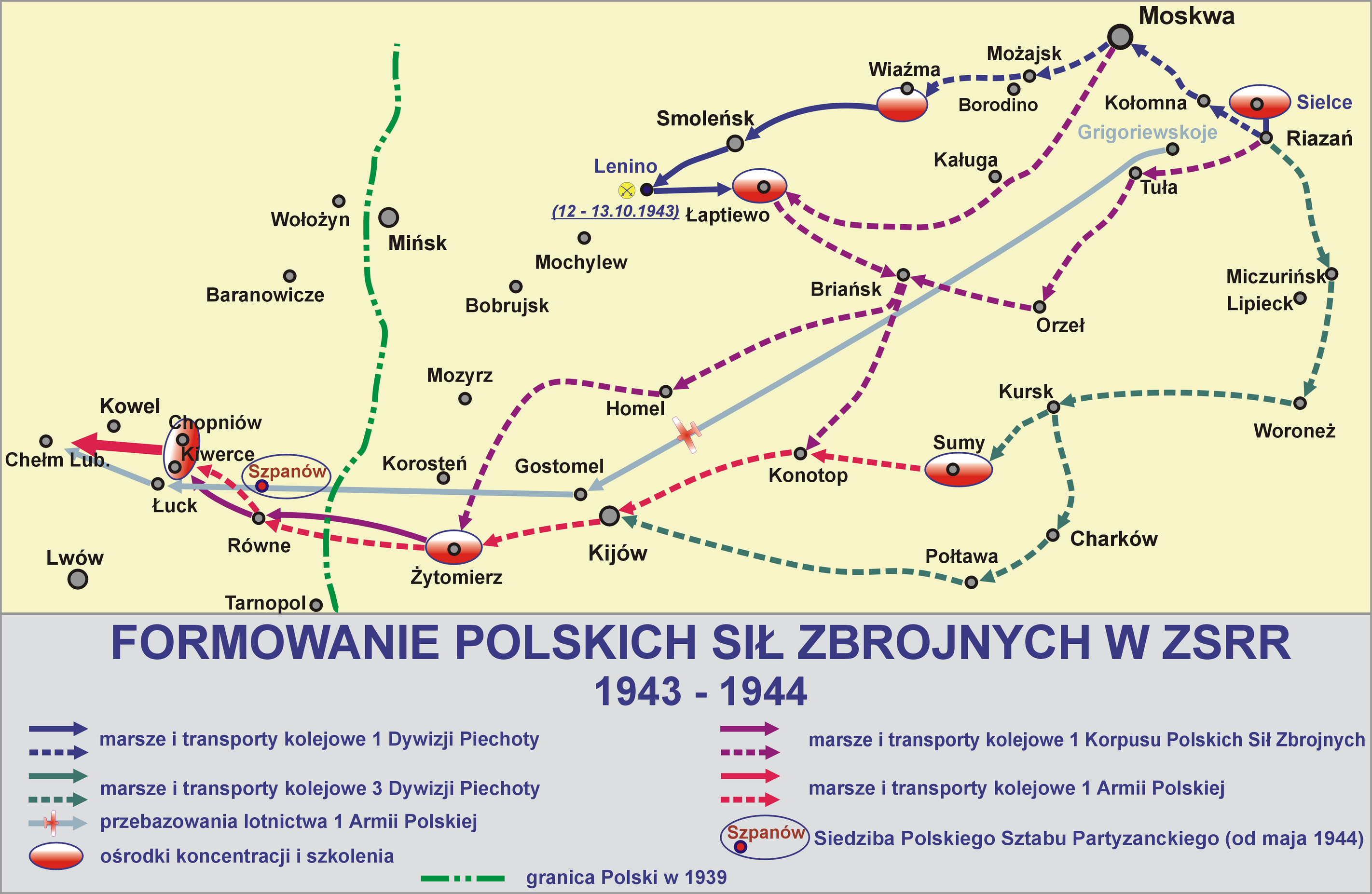

Wyjście armii gen. Andersa na Bliski Wschód w 1942 roku nie wyczerpało polskich możliwości mobilizacyjnych w ZSRR. Oprócz Polaków w głębi ZSRR pozostawali jeńcy niemieccy pochodzenia polskiego, przymusowo wcieleni do Wehrmachtu, oraz byli obywatele polscy niepolskiej narodowości i sowiecka Polonia.
W nocy z 14 na 15 lutego 1943 roku Stalin wezwał na Kreml Zygmunta Berlinga i wyraził zgodę na sformowanie Wojska Polskiego, zawieszając jednak realizację tego projektu do czasu zakończenia rozmów z rządem polskim na emigracji.
W marcu 1943 roku na Kremlu odbyły się rozmowy w sprawie formowania nowych jednostek polskich, prowadzone pomiędzy Józefem Stalinem z jednej strony, a Wandą Wasilewską i ppłk Zygmuntem Berlingiem. W kwietniu Biuro Polityczne WKP(b) podjęło polityczną decyzję o formowaniu oddziałów polskich pod auspicjami powołanego w marcu Związku Patriotów Polskich.
Na czele komitetu powołanego do formowania wojska stanęła Wanda Wasilewska. Już na pierwszym posiedzeniu uzgodniono, że formowaną jednostką będzie dywizja piechoty, a ppłk Zygmunt Berling zostanie jej dowódcą. Stalin jednak, po powtórnej rozmowie z ppłk. Berlingiem postanowił, że będzie tworzona nie tylko dywizja piechoty, ale również pułk czołgów, eskadra lotnicza i inne jednostki. Tworzone oddziały miały stać się zalążkiem nowych, pozostających pod kierownictwem komunistów, Polskich Sił Zbrojnych.

### 1 Dywizja Piechoty im. Tadeusza Kościuszki
Na rejon formowania dywizji wyznaczono obóz wojskowy Moskiewskiego Okręgu Wojskowego w Sielcach nad Oką.
6 maja Państwowy Komitet Obrony ZSRR podjął polityczną decyzję o formowaniu 1 Polskiej Dywizji Piechoty im. Tadeusza Kościuszki.
Dywizję formowano, z niewielkimi poprawkami, według etatu dywizji piechoty gwardii. Składała się ona z dowództwa, trzech pułków piechoty, pułku artylerii lekkiej, batalionu szkolnego oraz dywizyjnych pododdziałów zabezpieczenia i obsługi. Okres organizowania dywizji trwał do końca czerwca. W tym czasie utworzono jednostki, umundurowano, uzbrojono i wyposażono, a dywizja osiągnęła pełny stan etatowy. Wielkim przeżyciem dla nowo wcielanych żołnierzy było pojawienie się w obozie sieleckim ks. Wilhelma Kubsza oraz polska oprawa przysięgi składanej w rocznicę bitwy pod Grunwaldem, 15 lipca 1943 roku.
Poza etatem dywizji formowano: 1 pułk czołgów, trzy dywizjony artylerii, kompanię rusznic przeciwpancernych, kursy oficerskie, 1 Samodzielny Batalion Kobiecy im. Emilii Plater, zapasowy pułk piechoty, eskadrę lotnictwa myśliwskiego i nieetatową kompanię karną. Etatowo formowane wojska liczyły ponad 16 tys. żołnierzy, a ich uzbrojenie stanowiło: 9147 karabinów, 2548 pistoletów maszynowych, 792 karabiny maszynowe, 417 rusznic przeciwpancernych, 218 moździerzy, 102 działa oraz 39 czołgów i 8 dział pancernych.

### 1 Korpus Polskich Sił Zbrojnych w ZSRR
10 sierpnia władze radzieckie zgodziły się na rozwinięcie dywizji w Korpus. Miał on się składać z dwóch dywizji piechoty, dwóch brygad – artylerii i pancernej, dwóch pułków – lotniczego i zapasowego, czterech samodzielnych batalionów oraz pododdziałów zabezpieczenia i obsługi. Dowódcą korpusu został gen. Zygmunt Berling, a jego zastępcami ppłk Włodzimierz Sokorski oraz gen. Karol Świerczewski.
1 września wzmocniona 1 DP wyruszyła na front i wzięła udział w bitwie pod Lenino, a pozostałe siły korpusu rozwijały się pod względem organizacyjnym i prowadziły szkolenie bojowe. Jednak od września do grudnia 1943 roku sformowano w korpusie tylko 1 batalion specjalny. Dopiero zajęcie zachodniej Ukrainy umożliwiło dalszy rozwój organizacyjny korpusu. Zreorganizowano wówczas artylerię korpuśną oraz rozpoczęto formowanie 3 Dywizji Piechoty. W grudniu liczba żołnierzy w korpusie przekroczyła 32 tys. żołnierzy. W marcu 1944 roku korpus częściowo zmotoryzowano (dotyczyło to pułków: artylerii lekkiej, 5 kompanii kablowo-tyczkowej i pododdziałów rozpoznawczych, sformowano też 1 batalion samochodowy). 11 marca włączono do korpusu dywizjon dział pancernych SU-85.

### 1 Armia Polska w ZSRR
16 marca 1944 roku władze sowieckie wyraziły zgodę na przekształcenie 1 Korpusu w 1 Armię Polską. Dowódcą armii mianowano gen. dyw. Zygmunta Berlinga. Ośrodkiem formowania od marca do lipca 1944 rok był rejon Sum koło Charkowa, a od lipca do września – rejon Żytomierza.
20 lipca 1944 roku, 1 Armia Polska w ZSRR składała się z:
- dowództwa,
- czterech dywizji piechoty,
- jednej brygady pancernej,
- jednej brygady kawalerii,
- pięciu brygad artylerii,
- jednej dywizji artylerii przeciwlotniczej,
- jednej brygady saperów.

Walki oddziałów 1 Armii Polskiej
8 kwietnia 1944 roku na stacji kolejowej Darnica pod Kijowem 1 samodzielny dywizjon artylerii przeciwlotniczej stoczył nocną walkę z Luftwaffe atakującym stację zapełnioną transportami wojskowymi. Spośród około 50 atakujących samolotów Junkers Ju 88 strącono 5 samolotów.
W dniach 18–21 lipca zgrupowanie artylerii polskiej w składzie 1 i 5 Brygady Artylerii Ciężkiej, 1, 2 i 3 pułku artylerii lekkiej oraz 8 pułku artylerii haubic, 1 pułku moździerzy, 4 pułku artylerii przeciwpancernej i 5 dywizjonu pomiarów artyleryjskich, w łącznej sile 21 dywizjonów, wspierało wojska sowieckiej 69 Armii podczas walk nad Turią i Bugiem (nad rzekami Turią i Bugiem, w rejonie Dolska i Dorohuska). 23 lipca 69 Armia kontynuowała pościg za nieprzyjacielem, a zgrupowanie polskiej artylerii pod Husynnem dołączyło do przeprawiających się przez Bug związków 1 Armii Polskiej.

## Skład PSZ w ZSRR w lipcu 1944
- Rada Wojenna Armii Polskiej w ZSRR powstała 18 kwietnia 1944 roku[3]. W jej skład wchodzili: dowódca Armii Polskiej oraz jego zastępcy do spraw politycznych i do spraw liniowych. Była najwyższym wojskowym organem dowódczym PSZ w ZSRR. Miała m.in. następujące uprawnienia i zadania: wyznaczać na stanowiska służbowe, nadawać stopnie wojskowe i odznaczenia, formować nowe jednostki, instytucje i zakłady, utrzymywać łączność z centralnymi władzami Armii Czerwonej.
- 1 Armia Polska w ZSRR (inne nazwy: armia „czynna”, armia polowa, rzut bojowy Armii)
- Rzut organizacyjny Główny Sztab Formowania
  - ośrodek formowania w Żytomierzu
  - dwie szkoły oficerskie (Riazań)
  - inne jednostki
- Polski Sztab Partyzancki
  - Polski Samodzielny Batalion Specjalny
  - baza zaopatrzeniowa
  - specjalne urządzenia łączności
- 1 Pułk Lotnictwa Myśliwskiego
- 2 Pułk Nocnych Bombowców „Kraków”
- przydzielony sowiecki 611 pułk lotnictwa szturmowego, który po sukcesywnej wymianie załóg na polskie przemianowany został na 3 Pułk Lotnictwa Szturmowego.

Pułki lotnicze znajdowały się pod rozkazami dowódcy Kijowskiego Obszaru Powietrznego.

## Przeformowanie
21 lipca Polski Komitet Wyzwolenia Narodowego, wydał w imieniu Krajowej Rady Narodowej dekret scalający Armię Polską w ZSRR z Armią Ludową w Wojsko Polskie, a 22 lipca powołał Naczelne Dowództwo Wojska Polskiego.
Naczelnym Dowódcą WP został gen. Michał Rola-Żymierski, który w rozkazie wydanym 29 lipca nakazał używanie terminu Wojsko Polskie w podległych sobie wojskach.
8 sierpnia 1944 roku Naczelne Dowództwo WP wydało rozkaz nr 3, w którym rozwiązano Radę Wojenną Armii Polskiej w ZSRR.
Rozkaz ten ostatecznie kończy działalność Armii Polskiej w ZSRR.

## Odezwa do Polaków – żołnierzy w armii niemieckiej
Odezwa generała Zygmunta Berlinga rozrzucana na początku 1944 w formie ulotki na froncie wschodnim II wojny światowej (pisownia oryginalna):

Trzy miesiące temu, jak groźne przypomnienie przestępstwa, stanęły przed niemieckimi zbrodniarzami na froncie Wschodnim zwarte szeregi zbrojnych mścicieli z 1 Dywizji Piechoty im. Tadeusza Kościuszki i Brygady Pancernej im. Bohaterów Westerplatte.

Jesteśmy przepełnieni dumą i radością, że nie zaginął duch bohaterstwa, że płonie wielkim płomieniem miłość Ojczyzny.
Widzieliśmy na polu bitwy polskich żołnierzy, kiedy szli do szturmu, nie kładąc się zupełnie; widzieliśmy bezprzykładną zawziętość i pogardę śmierci; widzieliśmy, jak pękały linje obronne wroga jedna za drugą pod polskiemi ciosami; widzieliśmy przerażonych jeńców niemieckich, –

Nowi nasi bohaterowie idą i dojdą do Polski, a wtedy biada katom niemieckim!
Wielu naszym żołnierzom Rząd Radziecki nadał wysokie odznaczenia za wspaniałą postawę bojową. Jesteśmy z tego dumni. W Ojczyźnie, którą oswobodzimy, czeka nas miłość i wdzięczność Narodu. To daje nam nowe siły.

Patrzyliście i patrzycie na okrucieństwa, mordy, pożary, które Niemiec szerzy w kraju. Bezustannie dochodzi do waszych uszu jęk mordowanych braci, rozpaczliwy płacz zamęczanych na śmierć waszych matek, żon, sióstr i dzieci. Do waszych męskich serc biegnie z Ojczyzny wołanie o ratunek, o pomoc.

Wkrótce przybędą na front nowe polskie dywizje. Wy gwałtem wciśnięci w znienawidzony mundur niemiecki musicie się znaleźć wśród nich. Wielu z pośród was już walczy z Niemcami!

## Ciekawostki
- Piosenkami marszowymi tej formacji były: Oka (autor Leon Pasternak) i Marsz 1 Korpusu (muzyka Aleksander Barchacz, słowa Adam Ważyk)[5], a także „My, Pierwsza Dywizja” (przeróbka pieśni „My, Pierwsza Brygada”). Oczywiście żołnierze śpiewali również żołnierskie piosenki przedwrześniowe i wcześniejsze[potrzebny przypis].
- 5 maja 1984 roku w Riazaniu, w 40. rocznicą sformowania w obozie w Sielcach 1 Polskiej Dywizji Piechoty im. Tadeusza Kościuszki, wzniesiono Pomnik Radziecko-Polskiego Braterstwa Broni[6].